# Epinannolene flagellosa
Epinannolene flagellosa är en mångfotingart som beskrevs av Kraus 1955. Epinannolene flagellosa ingår i släktet Epinannolene och familjen Epinannolenidae. Inga underarter finns listade i Catalogue of Life.